# Клюшковце
Клюшковце (пол. Kluszkowce) — село в Польщі, у гміні Чорштин Новотарзького повіту Малопольського воєводства.
Населення — 1839 осіб (2011).
У 1975-1998 роках село належало до Новосондецького воєводства.

## Демографія
Демографічна структура станом на 31 березня 2011 року:
|          | Загалом | Допрацездатний вік | Працездатний вік | Постпрацездатний вік |
| -------- | ------- | ------------------ | ---------------- | -------------------- |
| Чоловіки | 927     | 228                | 628              | 71                   |
| Жінки    | 912     | 196                | 554              | 162                  |
| Разом    | 1839    | 424                | 1182             | 233                  |